# Die großen Vier von Freddy
Die großen Vier von Freddy ist das 22. Extended-Play-Album des österreichischen Schlagersängers Freddy Quinn, das im 1962 (erste Aufnahme) und 1963 (zweite Aufnahme) im Musiklabel Polydor (Nummer 2606 004) erschien. Die Pressung sowie der Acetat-Lack-Schnitt erfolgte durch die Phonodisc GmbH. Die Veröffentlichung geschah unter den Unternehmen Tempoton-Verlag Hans Sikorski, Edition Esplanade, Peter Schaeffers Musikverlag, B. Schott’s Söhne und Ufaton unter der Rechteverwerterin Gesellschaft für musikalische Aufführungs- und mechanische Vervielfältigungsrechte.

## Musik
Junge, komm bald wieder wurde von Lotar Olias und Walter Rothenburg geschrieben, Du musst alles vergessen (Ay, Ay, Ay, Amigo) von Olias und Günter Loose.
La Paloma ist eine Komposition des spanisch-baskischen Komponisten Sebastián de Yradier (1809–1865), von dem die älteste vorhandene Tonaufnahme ungefähr um 1880 entstand. Der deutsche Text stammt von Heinrich Rupp und wurde von Ludwig Andersen bearbeitet. Der Arrangeur war Franz Josef Breuer.
Die Gitarre und das Meer wurde von Aldo von Pinelli und Lotar Olias geschrieben.
Junge, komm bald wieder, La Paloma und Die Gitarre und das Meer zählen zu Quinns größten Erfolgen, die allesamt auf Platz eins der deutschen Singlecharts lagen.

## Titelliste
Das Album beinhaltet folgende vier Titel:
- Seite 1

1. Junge, komm bald wieder
2. Du musst alles vergessen (Ay, Ay, Ay, Amigo)

- Seite 2

1. La Paloma
2. Die Gitarre und das Meer